# آرثر بالمر
آرثر بالمر (بالإنجليزية: Arthur Palmer )‏ (و. 1912 – 1994 م) هو سياسي، من المملكة المتحدة، كان عضوًا في حزب العمال، توفي عن عمر يناهز 82 عاماً.

## مناصب
تولى منصب عضو البرلمان في المملكة المتحدة.